# Philip Basset
Philip Basset († 29. Oktober 1271 in North Weald Bassett, Essex) war ein englischer Adliger. Während der Rebellion der Barone diente er von 1261 bis 1263 als  Justiciar von König Heinrich III.

## Herkunft und Aufstieg im Dienst des Königs
Philip Basset war ein jüngerer Sohn von Alan Basset von Wycombe in Buckinghamshire. Seine Familie diente traditionell loyal den englischen Königen, und auch Philip nahm 1230 am Feldzug von Heinrich III. nach Frankreich teil. Zusammen mit seinen anderen Brüdern unterstützte er jedoch ab 1233 ihren ältesten Bruder Gilbert, als dieser während der Regentschaft von Peter des Roches ein Gut an den aus dem Ausland stammenden Peter de Maulay, einem Günstling des Roches übergeben musste und daraufhin eine offene Rebellion gegen den Regentschaftsrat begann. Als im April 1234 der Führer der Rebellion, Richard Marshal, 3. Earl of Pembroke starb, brach der Aufstand zusammen. Unter dem Druck der Mehrheit der Bischöfe musste der König jedoch im Mai 1234 Peter des Roches und seine Anhänger entlassen. In der Folge wurde auch Philip Basset begnadigt. 1240 nahm Basset am Kreuzzug der Barone unter Richard von Cornwall, dem Bruder des Königs teil, dem er zeitlebens verbunden blieb. In den 1240er und 1250er Jahren diente Basset dem König als Richter, Verwalter und Militär. Nachweislich hielt er sich oft am Königshof auf und bezeugte zahlreiche Urkunden. 1251 unterstützte Philip Basset seinen Bruder Fulk, Bischof von London, der im heftigen Streit mit dem König lag, unter anderem weil der König den Richter Henry of Bath, der eine Verwandte Bassets geheiratet hatte, wegen Korruptionsvorwürfen entlassen und streng bestraft hatte. Dennoch verlor Philip nicht die Gunst des Königs.

## Rolle während der Rebellion der Barone
Als im Frühjahr 1258 die Mehrheit der Magnaten sich einer Adelsopposition gegen den König anschloss und im Parlament im Juni die Provisions of Oxford beschloss, die eine Reform der Herrschaft des Königs bedeuteten, blieb Basset als gemäßigter Anhänger auf der Seite des Königs. Er genoss jedoch auch das Vertrauen der Adelsopposition, denn er wurde in einen 24-köpfigen Ausschuss gewählt, der neue Steuern festlegen sollte. Im Mai 1259 starb Bassets Bruder Bischof Fulk von London. Philip erbte nun die Besitzungen der Familie, darunter Compton Bassett und Winterbourne in Wiltshire. Er rückte nun auch als Nachfolger des verstorbenen John fitz Geoffrey in den 15-köfigen Staatsrat auf, der de facto die Regierung übernommen hatte. In den nächsten Jahren diente er mehrfach als Schlichter zwischen dem König und der Adelsopposition, deren Führer Simon de Montfort, 6. Earl of Leicester geworden war. Als der König Ende 1259 nach Frankreich reiste, gehörte Basset zu denjenigen Mitgliedern des Staatsrats, die unter Führung des Justiciars Hugh Bigod in England blieben. Zusammen mit Bigod wurde Basset während der Abwesenheit des Königs zum Führer der Verwaltung, und die Briefe, die der König aus Frankreich schickte, belegen, dass Basset zunehmend das Vertrauen des Königs gewann. Auch als der König im April 1260 nach England zurückkehrte, gehörte Basset weiterhin zur königlichen Verwaltung an. Er gehörte nun einer Gruppe von Baronen an, die den König berieten und zunehmend den offiziellen Staatsrat ersetzten. Der König betraute ihn dazu mit der Verwaltung mehrerer Burgen, darunter Bristol Castle. Als der König Pfingsten 1261 die Herrschaft zurückgewann und die Provisions of Oxford für ungültig erklärte, schaffte er das Amt des Justiciars nicht wieder ab, sondern ernannte Basset zum Nachfolger von Hugh le Despenser, dem Schwiegersohn Bassets, der im Oktober 1260 Nachfolger von Hugh Bigod als Justiciar geworden war. Basset hatte jedoch weitaus weniger weitreichende Befugnisse, als die Provisions of Oxford ursprünglich vorgesehen hatten, und diente vielmehr nur als Vorsitzender der Curia Regis. Es gibt Anzeichen, dass dies zu Konflikten zwischen dem König und Basset führte, dennoch blieb Basset ein loyaler Diener des Königs, der sowohl für die Rechtsprechung wie für die Verwaltung zuständig war. Als der König im Juli 1262 erneut nach Frankreich reiste, blieb Basset als Führer des Regentschaftsrats zurück. Der König schickte ihm jedoch aus Frankreich zahlreiche Anweisungen, mit denen er in Bassets Amtsausübung eingriff. Unruhen in den Welsh Marches und die zeitweilige Rückkehr von Simon de Montfort nach England schwächten die Stellung Bassets weiter. Als der König Ende 1262 nach England zurückkehrte, versuchte Montfort, die Macht zurückzuerlangen. In dem folgenden Machtkampf musste sich der König im Juli 1263 in den Tower of London zurückziehen. Basset gehörte zu den wenigen Gefolgsleuten des Königs, die ihm dorthin folgten. Als der König schließlich gegenüber den Forderungen Montforts erneut nachgeben musste, verlor Basset zwischen dem 15. und 18. Juli sein Amt als Justiciar, das wieder Hugh le Despenser übernahm.

## Rolle im Krieg der Barone
Als Justiciar war Basset auch Sheriff von vier Grafschaften sowie Constable von mindestens fünf Burgen geworden. Montforts Regierung beließ ihn in diesen Ämtern, doch Basset arbeitete zunehmend gegen die Regierung der Barone. Als es Anfang 1264 zum offenen Krieg der Barone gegen den König kam, wurden die Besitzungen Bassets geplündert und verwüstet. Er gehörte dem königlichen Heer an, dass am 5. April 1264 Northampton eroberte und zahlreiche Rebellen gefangen nehmen konnte. Am 14. Mai geriet er jedoch in der Schlacht von Lewes verwundet in die Gefangenschaft der Adelsopposition. Er wurde letztlich in Dover gefangen gehalten, bis er nach dem Sieg der königlichen Partei in der Schlacht von Evesham im August 1265 wieder frei kam. Trotz seiner langen Gefangenschaft verfolgte er nun eine eher nachsichtige Politik gegenüber den verbliebenen Rebellen, den sogenannten Enterbten, und versuchte, den König zu mäßigen, der sich an seinen Gegnern rächen wollte. Basset war an der Formulierung des im Oktober 1266 erlassenen Dictum of Kenilworth beteiligt, das den Enterbten die Rückerwerbung ihrer beschlagnahmten Güter ermöglichte. Als Anfang 1267 der Earl of Gloucester für die Enterbten Partei ergriff und im April mit einem Heer London besetzte, gelang es Basset, zusammen mit Richard von Cornwall zwischen Gloucester und dem König zu vermitteln und so eine Fortsetzung des Bürgerkriegs zu verhindern. Basset genoss nun sowohl bei Parteigängern des Königs wie auch bei den ehemaligen Rebellen hohes Ansehen und war bis zu seinem Tod wieder häufig am Königshof. Als der Thronfolger Eduard im August 1270 zu seinem Kreuzzug ins Heilige Land aufbrach, gehörte Basset zu den fünf Räten, die den kränklichen König bei der Regierung von England unterstützen sollten. Er wurde in Stanley in Wiltshire begraben.

## Familie und Nachkommen
Basset hatte in erster Ehe Helewisa de Lovaine geheiratet, mit der er eine Tochter, nach anderen Angaben zwei Töchter hatte. In zweiter Ehe heiratete Basset 1254 oder 1255 Ela, die Witwe von Thomas de Beaumont, 6. Earl of Warwick und Tochter von William Longespée, 3. Earl of Salisbury, die ihn um viele Jahre überlebte.
Seine Erbin wurde seine Tochter Alina, die zweite Tochter, die John fitz John heiratete, starb kinderlos.